# Liste der Nummer-eins-Hits in den britischen Charts (1952)
Am 14. November 1952 wurde im Vereinigten Königreich erstmals eine Verkaufshitparade für Musik-Singles publiziert, die sich am Vorbild der US-Charts des Billboard-Magazins orientierte. Sie wurde in der britischen Musikzeitschrift New Musical Express veröffentlicht.
Erste und einzige Nummer-eins-Single des Jahres 1952 war:

| | Liste der Nummer-eins-Hits in den britischen Charts | Liste der Nummer-eins-Hits in den britischen Charts | Liste der Nummer-eins-Hits in den britischen Charts      | 1953 → |
| \| Zeitraum \| Wo. ges. \| Interpret \| Titel Autor(en) \| Zusätzliche Informationen \| \| (Zeitraum, Wochen auf Platz eins, Interpret, Titel, Autor[en], zusätzliche Informationen) \| \| \| \| \| \| ----------------------------------------------------------------------------------------- \| -------- \| ------------------------------------------- \| ----------------------------------------------------------- \| ------------------------------------------------------------------------------------------------------------------------------------------------------------------------------------------------------------------------------------------------------------- \| \| 14. November 1952 – 15. Januar 1953 9 Wochen (insgesamt 6) \| 6 \| Al Martino with Monty Kelly & His Orchestra \| Here in My Heart[1] Bill Borrelli, Lou Levinson, Pat Genaro \| Der erste offizielle Nummer-1-Hit in den britischen Charts war ein Welthit und ein halbes Jahr zuvor bereits auf Platz 1 in den USA gewesen. Der amerikanische Crooner hatte noch mehrere Top-10-Hits in Großbritannien, aber nur diesen einen Spitzenreiter. \| |                                                     |                                                     |                                                          | |
| |                                                     |                                                     |                                                          | → 1953 → |
| Zeitraum | Wo. ges.                                            | Interpret                                           | Titel Autor(en)                                          | Zusätzliche Informationen |
| (Zeitraum, Wochen auf Platz eins, Interpret, Titel, Autor[en], zusätzliche Informationen) |                                                     |                                                     |                                                          | |
| 14. November 1952 – 15. Januar 1953 9 Wochen (insgesamt 6) | 6                                                   | Al Martino with Monty Kelly & His Orchestra         | Here in My Heart Bill Borrelli, Lou Levinson, Pat Genaro | Der erste offizielle Nummer-1-Hit in den britischen Charts war ein Welthit und ein halbes Jahr zuvor bereits auf Platz 1 in den USA gewesen. Der amerikanische Crooner hatte noch mehrere Top-10-Hits in Großbritannien, aber nur diesen einen Spitzenreiter. |

- Die Daten orientieren sich am Ausgabedatum des NME (jeweils freitags)